# Estadi 9 de Mayo
L'Estadi 9 de Mayo és un estadi esportiu de la ciutat de Machala, Equador.
És propietat de la Federació d'Esports de la província de El Oro, i seu dels clubs Audaz Octubrino, Fuerza Amarilla i Orense Sporting Club. Va ser inaugurat el 9 de maig de 1939 i té una capacitat per a 16.500 espectadors. Fou una de les seus de la Copa Amèrica de futbol de 1993.

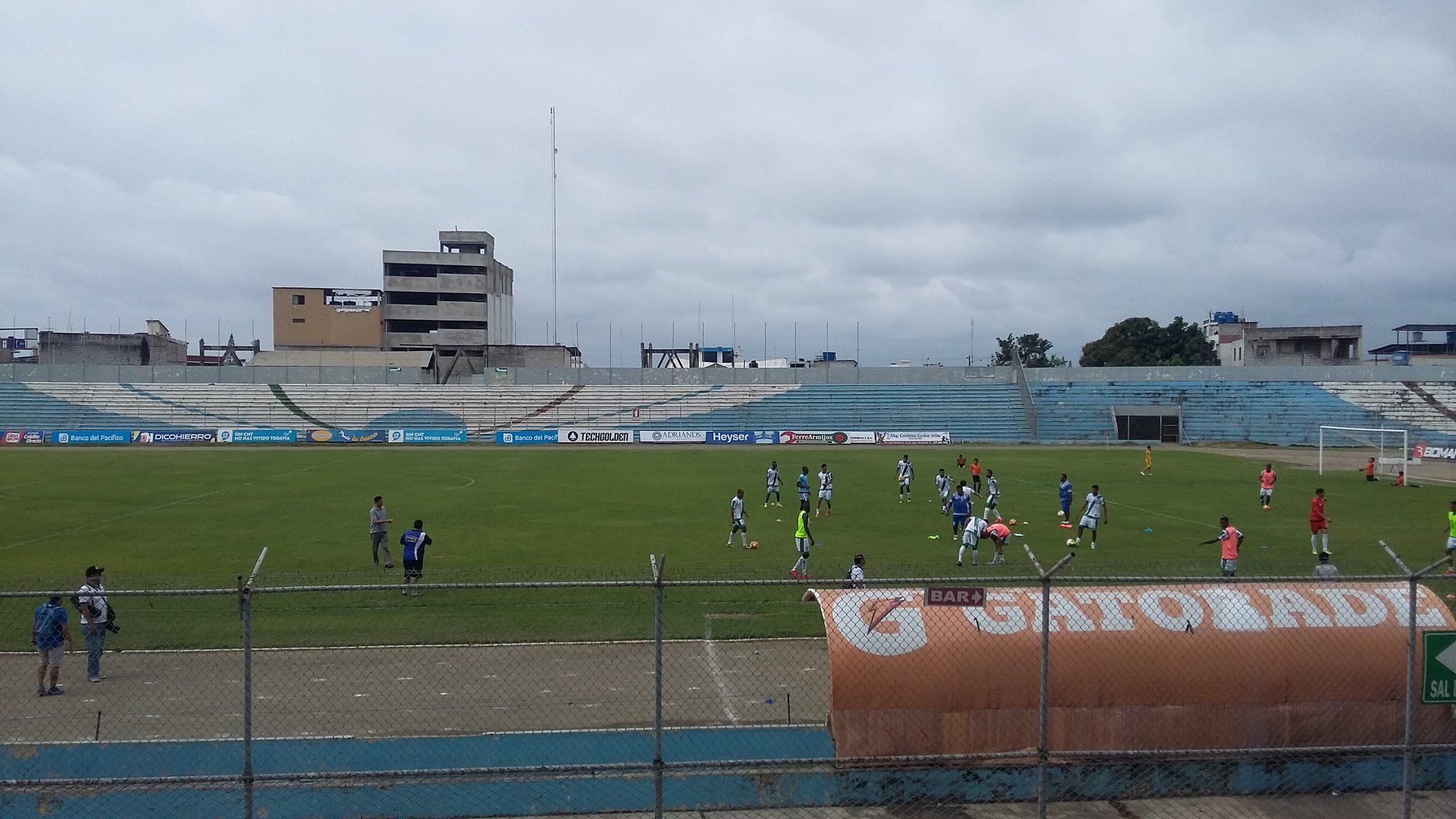
Vista de la tribuna.